# Jakab Árpád
Jakab Árpád (Kassa, 1861. március 3. – Budapest, 1927. szeptember 26.) magyar építész, földbirtokos.

## Élete
Jakab Péter építőmester és Hauzel Jozefa fiaként született felvidéki magyar családban Kassán. Kezdetben itt is működött építészként, több középület tervezése fűződik a nevéhez. 1908-ban Budapestre jött, és itt tervezte meg a Budapest XII. kerületében fekvő úgynevezett Virányosi Tisztviselőtelepet. Erről Beöthy Mária építész a következőket írja:
„A korra jellemző szecessziós stílusnál visszafogottabb eszközökkel készült épületegyüttes a Dániel út, a Kiss Áron utca és a Zirzen Janka utca mentén létesült postatisztviselők részére. A területet korábban – a budai szelíd, lankás dombvidékre jellemzően – szőlőültetvények borították, csak a századforduló után kezdett benépesülni. A telep a Virányosdűlői Tisztviselő Lakóházépítő Szövetkezet szervezésében valósult meg. Az ötven telek közül huszonhét épült be, a világháború kitörésekor abbamaradt az építkezés. […] A virányosi, többnyire földszintes házak homlokzatképzését a visszafogott, szerény díszítések használata, a szépen kialakított kovácsoltvas kerítések, kapuk jellemzik. Az eredeti homlokzati tervek gazdagon díszítettek, a megépült házak puritánabbak. A későbbiekben átalakították, bővítették őket, a díszítések nagy része nem valósult meg, vagy eltűnt.”
Érdekesség, hogy a telep házai nem egyentervek alapján készültek, az egyes épületek kialakításába ugyanis a leendő lakók is beleszólhattak. A telep házainak nagyjából fele maradt meg az eredeti állapotában, körülbelül egyharmadukat átépítették, néhányukat pedig az 1960–70-es években lebontották. A 15/2013. (IV. 30) önkormányzati rendelet rendelet helyileg védetté nyilvánított a telepről tizenhárom épületet. (Dániel út 2., 4., 5/d, 6., 8., 10., 16., 22., Kiss Áron utca 5., 9., 16., 18., Szarvas Gábor út 18.)
1927-ben hunyt Budapesten, de testét rendelkezése szerint visszavitték Kassára, és ott temették el.

## Ismert épületei
- 1899: Mátyás-palota, Kassa[6]

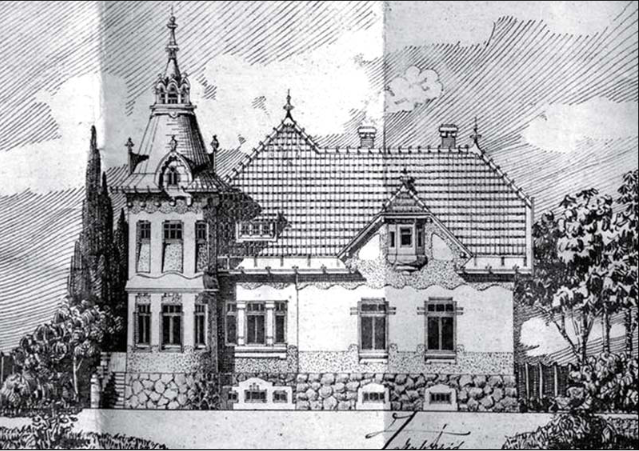
Villaépület, Budapest, Dániel u. 2. (terv)

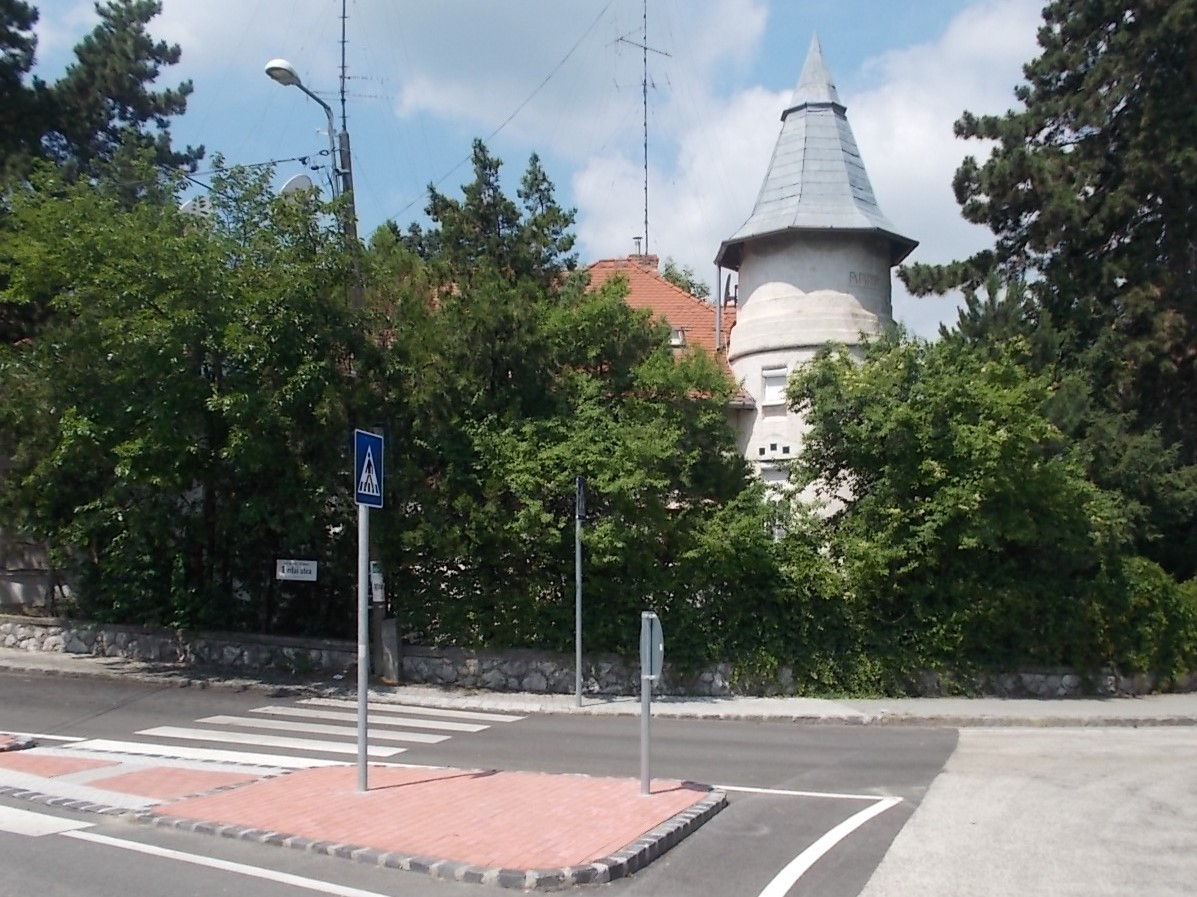
Villaépület, Budapest, Dániel u. 2.

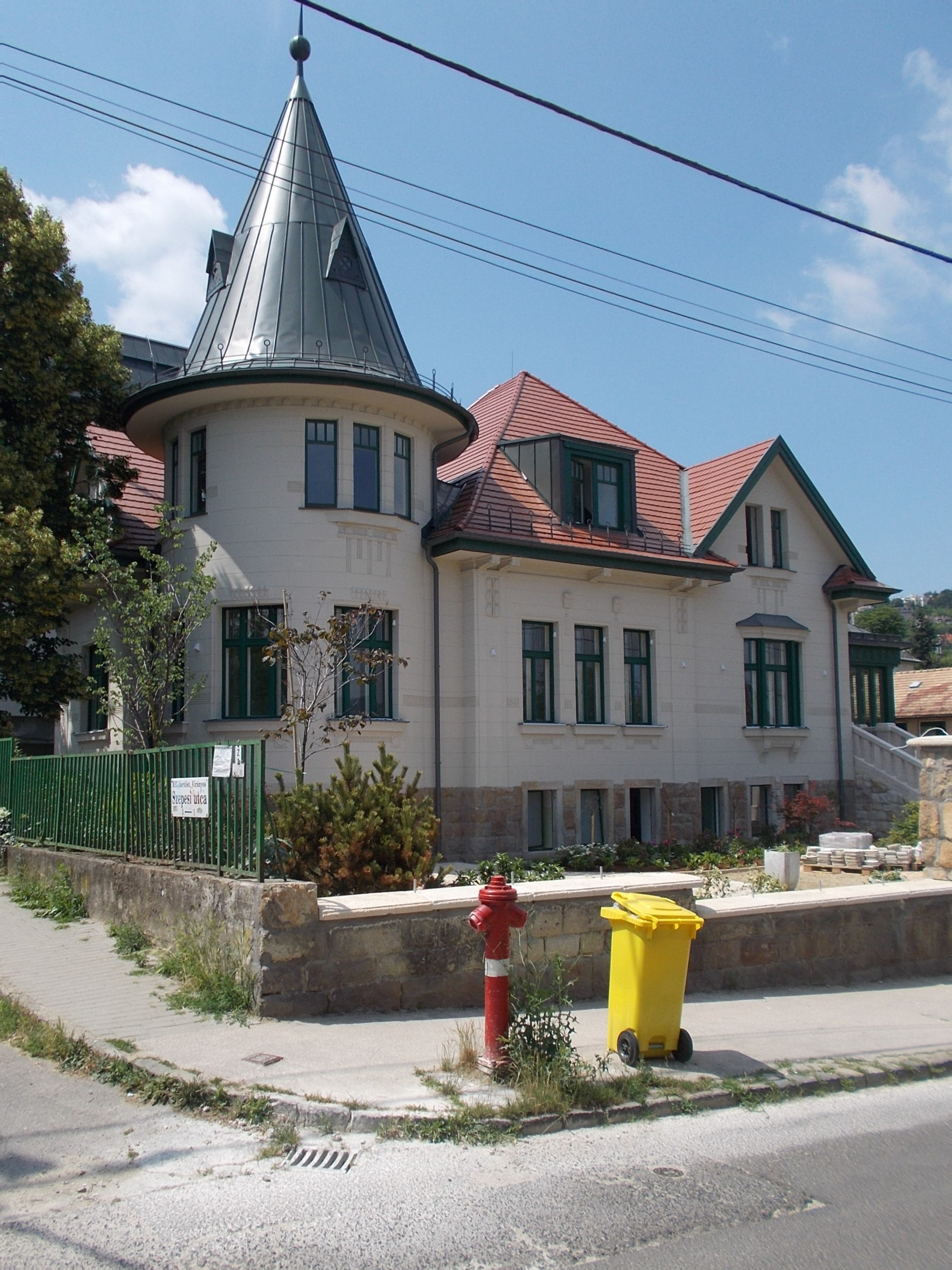
Villaépület, Budapest, Szarvas Gábor út 20-22.

- 1911: római katolikus főgimnázium, Szakolcsa[9]
- 1914: villa, Budapest, Érmelléki u. 9.[10][11]

### A Virányosi Tisztviselőtelep épületei
- 1910: Budapest, Dániel út 2.[12]
- 1910: Budapest, Dániel út 4.[13]
- 1910: Budapest, Dániel út 6.[14]
- 1910: Budapest, Dániel út 8.[15]
- 1910: Budapest, Dániel út 10.[16]
- 1911: Budapest, Dániel út 18/b.[17]
- 1911: Budapest, Kiss Áron utca 5.[18]
- 1910: Budapest, Kiss Áron utca 10.[19]
- 1911: Budapest, Kiss Áron utca 16.[20]
- 1911: Budapest, Kiss Áron utca 18.[21]
- 1911: Budapest, Szarvas Gábor út 6.[22]
- 1911: Budapest, Szarvas Gábor út 10.[23]
- 1910: Budapest, Szarvas Gábor út 18.[24]
- 1911: Budapest, Szarvas Gábor út 20-22.[25]
- 1911: Budapest, Szarvas Gábor út 26.[26]

### Csak kivitelező volt
- 1903: Jakab-palota, Kassa, Malom u.[8][27]
- ?: Múzeum, Kassa[8]
- ?: Hadtestparancsnokság, Kassa[8]
- ?: Paróchia, Kassa[8]
- ?: Schalkház szálló, Kassa[6]
- ?: Polgári iskola, Kassa (tervezte: Pártos Gyula)[6]